# Huertas de la Progreso
Huertas de la Progreso är en ort i Mexiko.   Den ligger i kommunen Mexicali och delstaten Baja California, i den nordvästra delen av landet, 2 200 km nordväst om huvudstaden Mexico City. Huertas de la Progreso ligger 1 meter över havet och antalet invånare är 325.
Terrängen runt Huertas de la Progreso är mycket platt. En vik av havet är nära Huertas de la Progreso norrut. Runt Huertas de la Progreso är det ganska tätbefolkat, med 58 invånare per kvadratkilometer. Närmaste större samhälle är Mexicali, 8,0 km öster om Huertas de la Progreso. Omgivningarna runt Huertas de la Progreso är i huvudsak ett öppet busklandskap.